# Головко Андрій Васильович
Андрі́й Васи́льович Головко́  (3 грудня 1897, с. Юрки, нині Козельщинського району Полтавської області України — 5 грудня 1972 Київ) — український письменник, критик. Лауреат Шевченківської премії (1969).

## Життєпис
Андрій Головко народився 3 грудня 1897 в с. Юрки (нині Козельщинського району Полтавської області України, тоді Кобеляцького повіту Полтавської губернії Російської імперії) в багатій селянській родині.
Із 1905 по 1908 вчився в сільській школі, де почав писати вірші російською мовою. Навчаючись у Кременчуцькому реальному училищі (1908—1914), під впливом «Кобзаря» перейшов на українську мову (1912); за створення українофільської «Юнацької спілки» вибув з останнього курсу училища.
У 1915 р. вступає до Чугуївського військового училища прапорщиків, яке закінчує цього таки року, і одразу потрапляє на фронт. Поручник А. Головко командує полковою кінною розвідкою, бере участь у боях під Равою-Руською (Львівська обл.), згодом, після поранення, у запасному батальйоні навчає новобранців.
1917 року А. Головка обрано до солдатського революційного комітету у м. Торжок Тверської губернії.
Після повернення в Україну деякий час учителює. У 1918 році стає працівником кременчуцької повітової газети «Нове життя». Наступного, 1919 року, дебютує збіркою ліричних поезій «Самоцвіти».
Воював в Армії Української Народної Республіки за незалежність України. Але згодом дезертирував.
Влітку 1920 Андрій Головко добровільно вступає до лав Червоної армії, де спершу стає командиром підрозділу кінної розвідки, а згодом лектором у Харківській школі червоних старшин.
Після демобілізації повертається до вчительської роботи. Деякий час учителював, був секретарем при виконкомі у с. Білики.
У 1924 застрелив свою дружину та п'ятирічну доньку; проходив лікування у психіатричній лікарні Санітарка лікарні, де лікувався Андрій Головко, народила від нього доньку; батьківство згодом, вже після війни, узаконено.
У 20-х роках ХХ сторіччя приєднався до спілки селянських письменників «Плуг». Ранні збірки оповідань («Дівчинка з шляху», 1923; «Червона хустина», 1924; «Можу», 1926; «Пилипко», 1928 та ін.) мають риси революційного романтизму. Твори Головка довоєнного періоду — романи про життя українських селян «Бур'ян» (1927) та «Мати» (1932; 2-ге вид., перероблене — 1934). Роман «Бур'ян», що розглядався владою СРСР як твір «про переслідування сількора на селі» та про «класову боротьбу на селі в 20-х рр.», де «вперше в радянській літературі змальовано образ сільського комуніста» одразу ж видано російською мовою (видавництво «Пролетарий», 1928).
Автор кіносценаріїв до фільмів «Митько Лелюк» (1937) й «Роки молодії» (1942).
Під час Німецько-радянської війни — військовий кореспондент газет «Комуніст» та «За честь Батьківщини».
Автор п'єс «В червоних шумах», «Райське яблуко» (обидві — 1946). Роман «Артем Гармаш» — ч. 1 — 1951, ч. 2 — 1960, ч. 3 — 1970.
На кіностудії ім. О. Довженка екранізовано його твори «Пилипко» (1964) та «Бур'ян» (1966, реж. А. Буковський).
Твори А. Головка перекладалися російською, болгарською, німецькою, польською, словацькою, угорською, чеською та іншими мовами.
Лауреат Державної премії УРСР ім. Т. Шевченка (1969) за перші дві книги роману «Артем Гармаш». Нагороджений орденом Леніна й медалями.
За радянських часів Андрій Головко вважався «корифеєм» української літератури. Його твори входили до шкільної програми вивчення, а біографія, за умов радянської пропаганди, була «підчищена» від небажаних фактів.

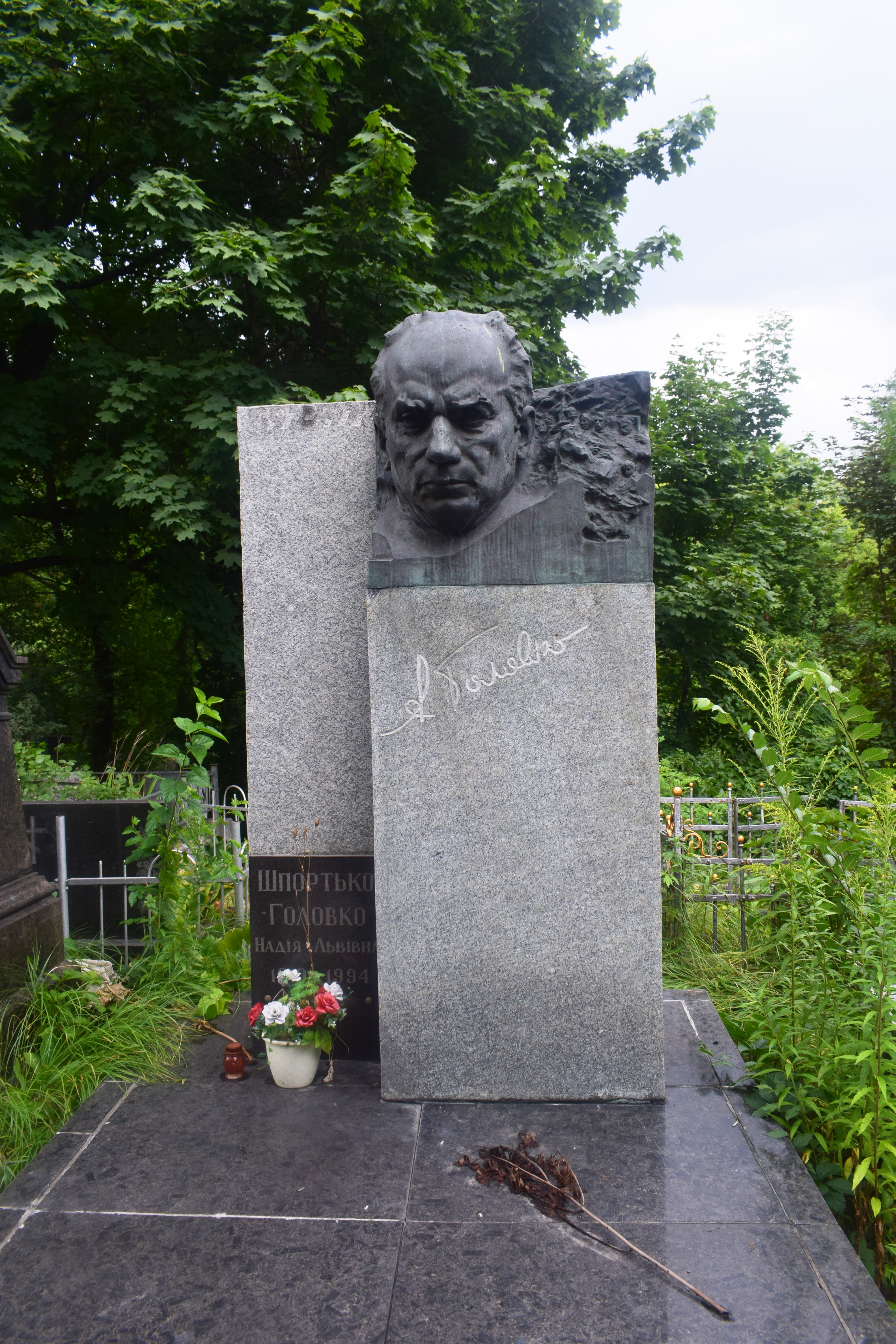
Могила Андрія Головка на Байковому кладовищі у Києві

## Убивство жінки й дитини
14 травня 1924 року А. Головко пострілом із револьвера системи «Наган» убив власну дружину Тетяну Семенівну Головко, 27 років. Наступного дня застрелив свою п'ятирічну доньку Галину.
За словами В'ячеслава Чорновола, А. Головко — класик соцреалізму, лауреат Шевченківської премії, чиї твори віднесені до надбань радянської дитячої літератури, водночас виявився «душогубом», який холоднокровно вбив свою жінку і п'ятирічну доньку. 1989 року В. Чорновіл опублікував зізнання Головка про вбивство своєї родини в самвидавничому часописі «Український Вісник»:
| «1) Я хворий — це факт. 2) Лікуватись не маю змоги — це факт. 3) Хвороба росте з кожним днем і погрожує в найближчим часі зробити з мене непрацездатним, а сім'ю без шматка хліба зоставити — і це факт. Як же бути? Та просто, коли так — застрелитись. А жінка, а дочка? Я хорий і в мене хоре чуття, коли я тільки уявляв, як бідуватиме вона хора з дитиною маленькою, я божеволів, я не знав, що робити. Нарешті з болем нелюдськім рішив: Я не покину їх… Я мушу їх спершу позбавити життя. Себе потім.[13] |
14 травня Головко прогулювався із дружиною. Стомившись, жінка заснула у холодку, під соснами. Письменник накрив її обличчя червоною хусткою і вистрелив у голову. У дитячому садочку, де була його донька Галина, він повідомив, що жінка зробила аборт і залишилася в Полтаві. А дитині пообіцяв поїхати до мами, яка купила їй «гарну куклу і гостинців багато-багато».
О 7 ранку наступного дня Головко з Галиною сів на поїзд.
| Встав на Потоках… Од станції Потоки ми з нею пройшли під ліс понад Пслом, я все казав їй, що мама сюди прийде, а тоді до дому поїдемо всі. Воно раділо маленьке. Збирало квітки мамі, а потім стомилося, — устало рано, спатки схотіло. Я вибрав місце під кущем терну, нап'яв холодочок і поклав її, знов, як і дружину хусткою голову вкрив і витяг нагана — і вдарив в голову Галинці. І знов у грудях мов обірвалося у друге щось, а потім пусто-пусто… Я знав, що незабаром злочин буде розгаданний… Але мені важне лише хоч два тижні, хоч місяць пожити було в Харкові, поки закінчив би працю, а тоді… У мене ще було в нагані два патрони. Життя вже для мене не було, бо [в] голові кінці висять од нервів, а з грудей шмаття з кров'ю вирвалось, як стрельнув вперше, як стрельнув вдруге… Але власні були й такі ще думки, може в Харкові з'явлюся і розкажу всім, щоб знали, а може б про це написав у творі…»[13] |

## Нагороди і премії
- Шевченківська премія (1969) — за роман «Артем Гармаш»
- орден Леніна (28.10.1967)
- два ордени Трудового Червоного Прапора (24.03.1958; 24.11.1960)
- орден Червоної Зірки (13.09.1943)
- орден «Знак Пошани» (31.01.1939)
- медалі

## Вшанування пам'яті

Меморіальна дошка А. Головку на будинку письменників Роліт у Києві

- У місті Київ є вулиця Андрія Головка та бібліотека імені Андрія Головка.

В межах кампанії з декомунізації, що активізувалася після початку широкомасштабного воєнного вторгнення Росії в Україну низку об'єктів, що вшановували Головка, було демонтовано або перейменовано.
- У місті Кременчук демонтовано меморіальну дошку Головку.[14]
- У місті Нікополь вулицю Головка перейменували на вулицю Світла.
- У місті Полтава вулицю Головка перейменували на вулицю Володимира Івасюка.
- У селі Верхня Мануйлівка вулицю Андрія Головка перейменували на вулицю Остроградського, а у селі Юрки перейменували на вулицю Віктора Протопопова.
- У місті Самбір вулицю Андрія Головка перейменували на вулицю Пилипа Орлика.

## Твори

### Нариси
- Момент (1921)
- Діти Землі і Сонця (1922)

### Повісті
- Можу (1926)

### Романи
- Бур'ян (1927)
- Мати (1931)
- Артем Гармаш (1951–1970)

### Оповідання
- Пилипко (1923)
- Червона хустина (друга редакція — 1957)

Переклади творів Андрія Головка виконував Анатолій Біленко.

## Зібрання творів
В 5-ти томах.— К.,Дніпро,1976-77рр.,тираж по 150 тис. кожн. том.